# Erikssonopsis
Erikssonopsis is een monotypisch geslacht van schimmels behorend tot de orde Helotiales. De familie is nog niet met zekerheid bepaald (incertae sedis). De typesoort is Erikssonopsis ericae.